# Вайт пейпер
Вайт пейпер (англ. white paper) — маркетинговый инструмент, часть контентной стратегии компании. Представляет из себя мини-книгу о решении определённой проблемы. Например, в нём может быть описана новая концепция или процесс выполнения технических задач.
Знаток WP и автор бестселлера о них Майкл Стелзнер определяет white paper как технический или бизнес-документ, который рассматривает проблему, с которой сталкиваются читатели, предлагает убедительные аргументы в пользу конкретного подхода к решению этой проблемы и объясняет, почему он является предпочтительным.

## О термине
Термин white paper — родственник термина white book (белая книга), обозначавшего изначально официальный отчёт о политических мероприятиях, предоставлявшийся парламенту британским правительством. Особо знамениты «белые книги» Черчилля, которые выпускались в период с 1922 по 1939 год.
Маркетинговое значение термин получил в начале 1990-х годов, когда стал применяться по отношению к ценным полезным материалам, использующимся преимущественно в B2B-секторе. Употребление термина white paper на русском языке ещё не устоялось. Встречаются: white paper, вайт пейпер, «белая книга», WP и ВП, смежными терминами являются «электронная книга», «электронное руководство» и т. п.

## Из чего состоит вайт пейпер
Важно понимать, что вайт пейпер — часть контентной стратегии компании. Его цель — предоставить полезную информацию о решении определенной проблемы. Он также может раскрывать новый концепт или описывать процесс выполнения различных задач: маркетинговых, технических, финансовых, юридических и т.д.
Объем большинства вайт пейперов — 15–20 страниц, но бывают и 50 страничные. Основа — это текст и совсем немного графики. Впрочем, диаграммы, схемы и иллюстрации есть в большинстве вайт пейперов.

## Для чего нужен вайт пейпер
Вайт пейпер помогает:
— зацепить внимание потенциального клиента,
— получить его контактные данные,
— сформировать доверие к вашей компании,
— создать/доказать статус эксперта в какой-то сфере.